# El tercer policía
El tercer policía es una novela del autor irlandés Brian O'Nolan, quien la publicó bajo el seudónimo de Flann O'Brien. Fue escrita entre 1939 y 1940, pero su autor no pudo encontrar un editor, así que retiró el manuscrito de circulación y declaró haberlo perdido. A su muerte en 1966, el libro permanecía inédito. Se publicó por fin en 1967 gracias a McGibbon&Kee.

## Argumento
El tercer policía se desarrolla en la Irlanda rural. El narrador es un estudioso aficionado, aunque dedicado, de De Selby, un científico y filósofo irlandés ficticio. El nombre del narrador no aparece en la obra, pero se sabe que queda huérfano a temprana edad. En el internado descubre la obra de De Selby y se vuelca en su estudio fanáticamente. Una noche se rompe la pierna en circunstancias misteriosas - «Si prefieres creerlo, la rompí yo mismo» - para quedar finalmente con una pierna de madera reemplazando la original. Al retornar a su hogar conoce a John Divney, quien está a cargo de la granja y la taberna familiares, y se hace amigo de él. Durante los siguientes años el narrador se entrega por completo al estudio de la obra de De Selby y deja el negocio familiar en manos de Divney. 
Para cuando el narrador tiene 30 años, ha escrito lo que él considera la crítica definitiva del trabajo de De Selby, pero no cuenta con el dinero suficiente para publicarlo. Divney observa que Mathers, un hombre de la localidad, «vale un saco de patatas» y finalmente el narrador cae en la cuenta de que Divney planea robar y asesinar a Mathers. El narrador y Divney encuentran a Mathers una noche en el camino y Divney derriba a Mathers golpeándolo con un caño de bicicleta. El narrador, alentado por Divney, remata a Mathers con una pala, para luego notar que Divney ha desaparecido con la caja de dinero de Mathers. Cuando Divney vuelve se niega a revelar la ubicación de la caja. Para asegurarse de que Divney no sustraiga la caja mientras no es visto, el narrador se hace totalmente inseparable de Divney, llegando incluso a compartir una cama con él: «La situación se volvió extraña y a ninguno de los dos nos gustaba».